# Un lladre i mig
Un lladre i mig (títol original: Breaking In) és una pel·lícula estatunidenca dirigida per Bill Forsyth i estrenada l'any 1989. Ha estat doblada al català.

## Argument
Ernie Mullins, atracador professional, escull Mike Lafebb, jove lladre inexpert, per convertir-lo en el seu aprenent. Junts, realitzen robatoris espectaculars fins que Mike comet un error que li suposa la presó. Pot triar entra escurçar la seva pena denunciant el seu còmplice, o silenciar les seves activitats i passar una llarga estada darrere de les barrots.

## Repartiment
- Burt Reynolds: Ernie Mullins
- Casey Siemaszko: Mike Lafebb
- Sheila Kelley: Carrie
- Lorraine Toussaint: Delphine
- Albert Salmi: Johnny Scot
- Harry Carey Jr.: un jugador de poker
- Maury Chaykin: Vincent Tucci
- Stephen Tobolowsky: el fiscal

## Nominacions
El film és nominat, el 1989, al Festival del cinema americà de Deauville, pel premi de la critica internacional, però no obté el premi. És igualment nominat pel Gran Premi al Festival internacional de cinema de Tòquio el 1990.